# Pałac w Jakubowie (powiat świdnicki)
Pałac w Jakubowie – zabytkowy pałac w Jakubowie – wsi w Polsce, w województwie dolnośląskim, w powiecie świdnickim, w gminie Świdnica.

## Opis
Barokowy pałac  wybudowany w  1783; piętrowy, kryty czterospadowym dachem mansardowym z lukarnami  mieszkalnego poddasza. Główne wejście zaakcentowane dwoma pilastrami zwieńczonymi półkolistym (circularie) przyczółkiem. W nim dwa kartusze zawierające po dwa herby właścicieli. W kartuszu po lewej stronie herby: von Hochberg (L), Karla Sylviusa von Gellhorn (P) właściciela po 1783, natomiast w kartuszu po prawej stronie herby rodzin: von Sommerfeld (L) i von Liedlau (P). Obiekt jest częścią zespołu pałacowego, w skład którego wchodzi jeszcze park.

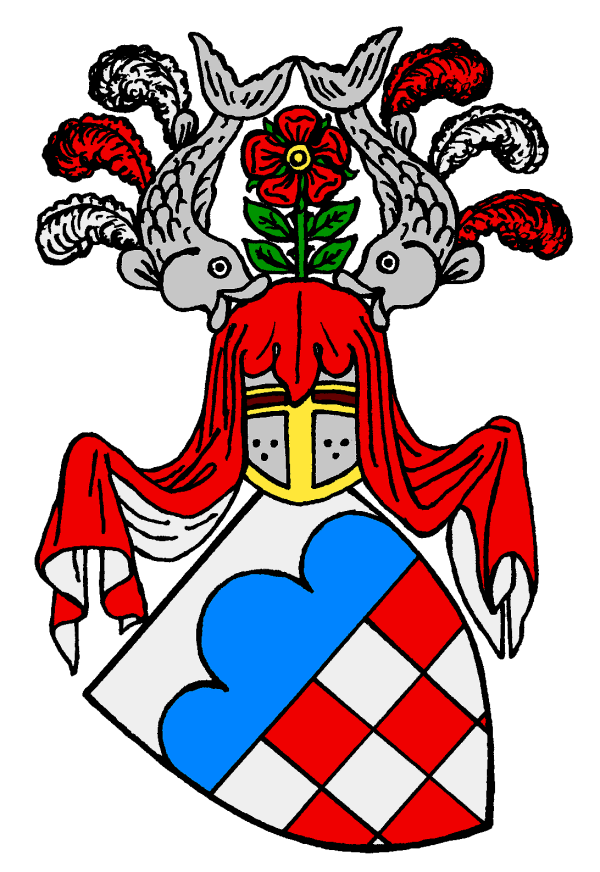
Herb von Hochberg
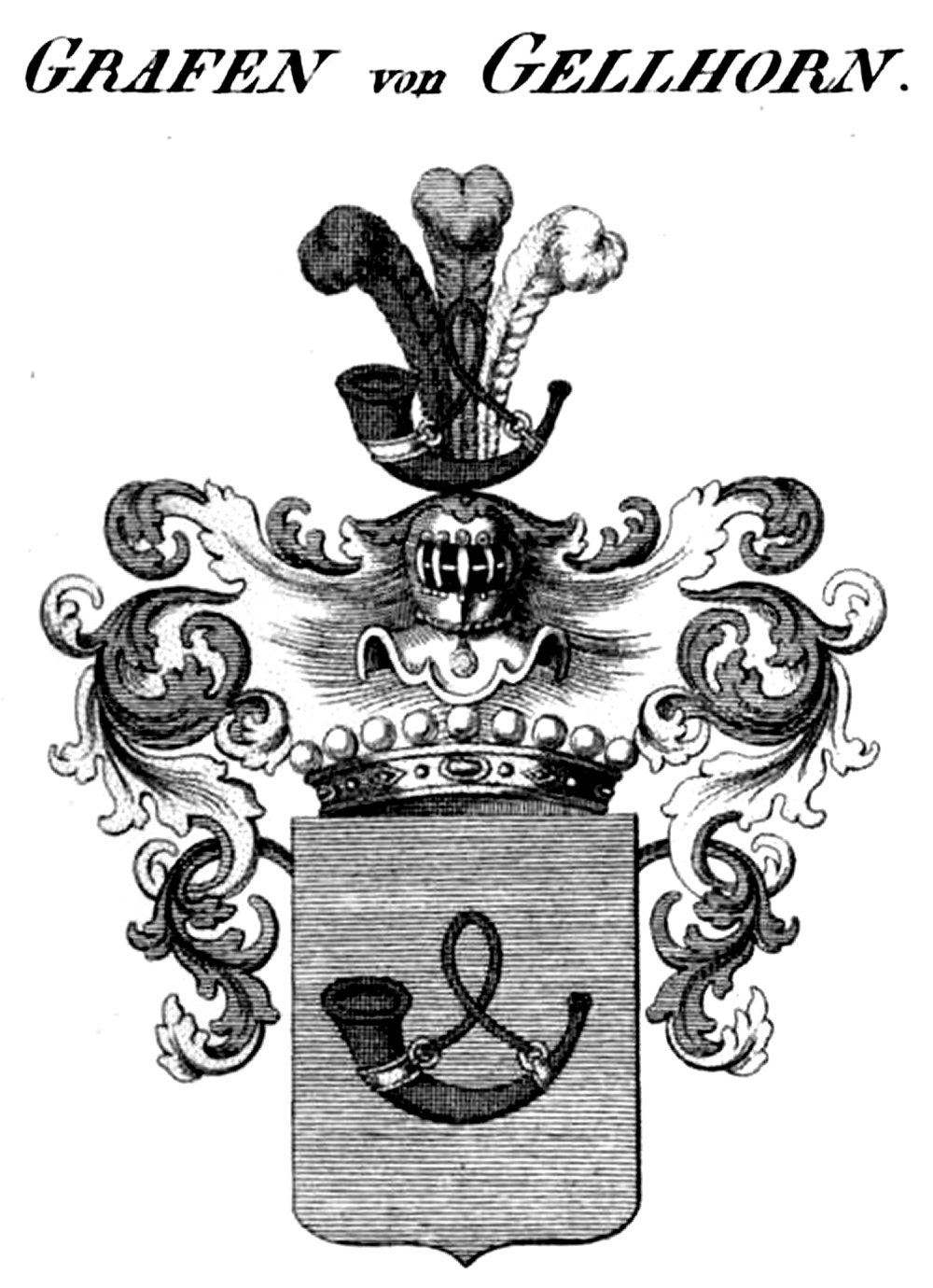
Herb von Gellhorn
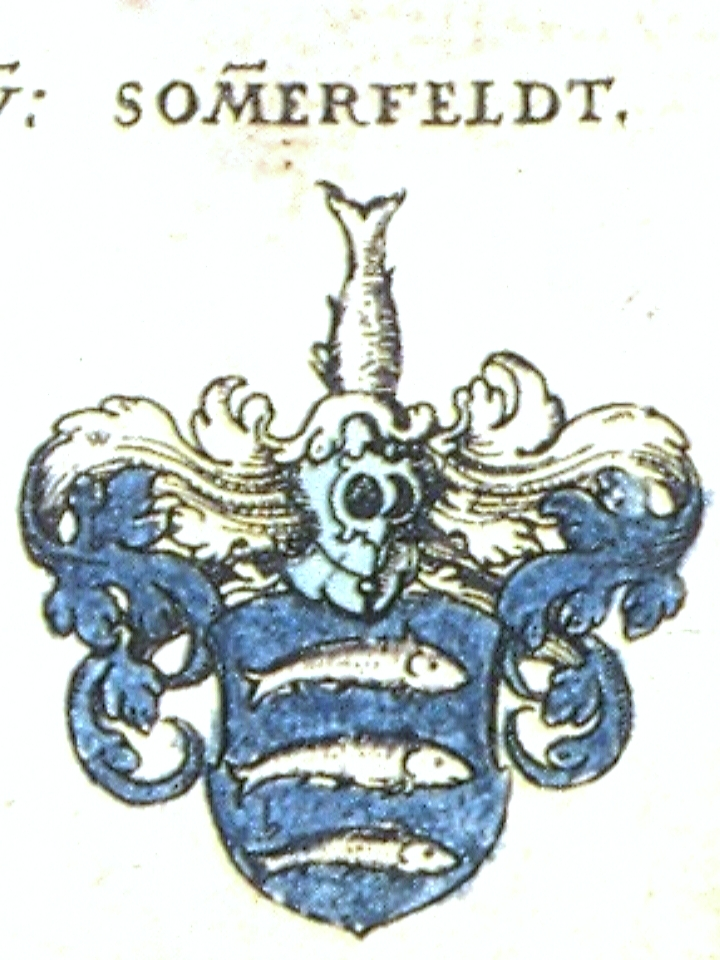
Herb von Sommerfeld
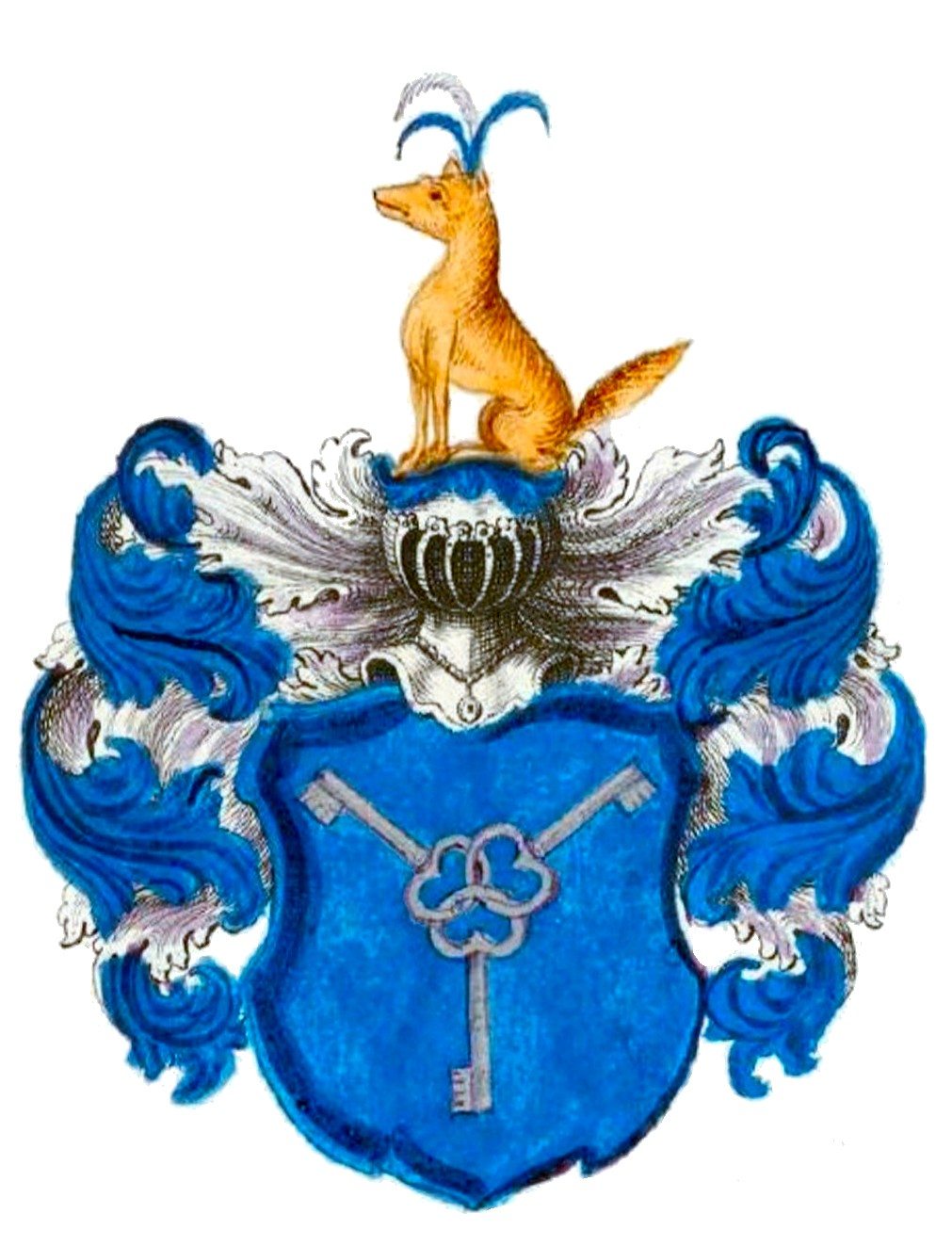
Herb von Liedlau